# Gunnar Steinn Jónsson
Gunnar Steinn Jónsson (født 4. maj 1987) er en islandsk håndboldspiller, der spiller for Ribe-Esbjerg HH og det islandske landshold.